# Arvid Thörn
Arvid Thörn (datas de nascimento e morte desconhecidas) foi um futebolista sueco. Ele competiu na Copa do Mundo FIFA de 1934, sediada na Itália.